# 美國漫畫白銀時代
美国漫画白银时代（英語：Silver Age of Comic Books），指美国主流漫画界取得巨大艺术进步和商业成功的一段时期，尤其是在超级英雄方面。白银时代是继黄金时代和过渡期原子时代之后的时代，通常认为其延续时期是从1956年持续至1970年左右，并成功影响了青铜时代和摩登时代。一些重要的漫画作家和艺术家在该时代作出了杰出的贡献，其中包括作家斯坦·李和丹尼·奥尼尔以及艺术家杰克·科比和尼尔·亚当斯。
二战之后，超级英雄漫画被指认为导致青少年犯罪上升的原因之一，其名声和受欢迎程度不断受挫。之后，漫画准则管理局于1954年成立并运行，以审查漫画内容；然而，过了两年不到的时间，DC漫画推出了新版漫画人物闪电侠，他的亮相大获成功，使得美国漫画业重获新生。为满足强劲的市场需求，DC漫画开始发布更多的超级英雄漫画，这促使漫威漫画等也相继跟进，发布了《驚奇四超人 #1》。白银时代发行的漫画现今已成为收藏品：2008年最抢手的白银时代收藏品是《神奇幻想 #15》——蜘蛛侠首次亮相的期刊。
这一时期的一个重要特点是超级英雄装扮设计的演变。科幻小说和外星人取代了神祇和魔术。DC漫画从1955年到1960年间发起了超级英雄及其出版物的复兴行动。漫威漫画，也利用复杂的超级英雄故事情节和人物塑造获取了大量利益。与以往的时代不同的是，这个时期的超级英雄常常是“有缺点且自我怀疑的”。除此之外，少年儿童也成为了一些漫画公司的目标客户：特别是哈维漫画公司的“小不点”系列就吸引了这一群体。面向成人的地下漫画也在白银时代兴起。对于白银时代的结束时间，众说纷纭：有人认为是随着《绿灯侠》期刊的一系列情节变化而结束的，也有人认为《惊奇的蜘蛛侠 #121》（1973年）中蜘蛛侠女友的死亡标志了白银时代的结束。